# Stasimon
Het stasimon (Oudgrieks στάσιμον, wat eigenlijk ’standlied’ betekent) is, in de Oudgriekse literatuur, de technische term voor het lyrische, door het koor gezongen intermezzo dat twee ’epeisodia’ (’bedrijven’) in een tragedie van elkaar scheidde.
Er zijn dus meerdere stasima in een drama en zij onderscheiden de diverse epeisodia. In het stasimon krijgt het koor de gelegenheid om te reflecteren over het voorafgaande epeisodion.
De term stasimon moet enkel gehanteerd worden ter onderscheiding van de parodos, het intochtslied waarmee het koor bij het begin van de tragedie binnenschreed, en betekent niet dat bij de uitvoering van een stasimon geen dans- of andere choreografische bewegingen te pas kwamen.
Soms wordt het stasimon als intermezzo tussen twee epeisodia vervangen door een kommos, een klaaglied in dialoog tussen een acteur en het koor.